# 黒田喜夫
黒田 喜夫（くろだ きお、1926年2月28日 - 1984年7月10日）は、日本の詩人。
山形県寒河江の生まれ。高等小学校卒業後、上京して京浜工業地帯で工場労働者として働く。戦後は日本共産党に入党、郷里で農民運動に参加するが胸を病み、療養しながら詩作を行う。関根弘、菅原克己らの同人誌『列島』や新日本文学会の雑誌『現代詩』などに参加、注目される。1959年、第1詩集『不安と遊撃』を刊行、翌年H氏賞を受賞する。プロレタリア詩と前衛詩の結合において戦後詩の一つの極北を示す詩人である。

## 詩集
- 『不安と遊撃』（飯塚書店、1959年）
- 『地中の武器』（思潮社（現代日本詩集8）、1962年）
- 『黒田喜夫詩集』（思潮社、1966年）
- 『黒田喜夫詩集』（思潮社（現代詩文庫）、1968年）
- 『不帰郷』（思潮社、1979年）

## 評論
- 『死にいたる飢餓』 （評論集 国文社、1965年）
- 『負性と奪回』（評論集 三一書房、1972年）
- 『彼岸と主体』（河出書房新社、1972年）
- 『自然と行為　評論・対談集 日本近代の意識下から』（思潮社、1977年）
- 『一人の彼方へ』（国文社、1979年）
- 『人はなぜ詩に囚われるか』（評論集 日本エディタースクール出版部、1983年）

## 全集
- 『詩と反詩 全詩集・全評論集』（勁草書房、1968年）
- 『黒田喜夫全詩』（思潮社、1985年）
- 『燃えるキリン　黒田喜夫詩文撰』（全作品から選んだ没後初の作品集。共和国、2016年）